# قرار مجلس الأمن التابع للأمم المتحدة رقم 876
قرار مجلس الأمن التابع للأمم المتحدة رقم 876، المتخذ بالإجماع في 19 تشرين الأول / أكتوبر 1993، بعد إعادة التأكيد على القرارات 849 (1993)، 854 (1993) و858 (1993) المتعلقة بالحرب الجورجية - الأبخازية، قرر المجلس أن الوضع لا يزال يشكل تهديدًا السلم والأمن الدوليين.
وأُعرب عن قلقه إزاء انتهاكات القانون الإنساني الدولي والتطهير العرقي في المنطقة، مع التأكيد على سيادة جورجيا وسلامتها الإقليمية. كما أدان المجلس انتهاك أبخازيا لاتفاق وقف إطلاق النار المؤرخ 27 تموز / يوليو 1993 والإجراءات اللاحقة التي تنتهك القانون الإنساني الدولي. كما أُدين مقتل رئيس مجلس الدفاع ومجلس الوزراء في جمهورية أبخازيا المتمتعة بالحكم الذاتي.
وطُلب من طرفي النزاع الامتناع عن استخدام القوة وانتهاك القانون الإنساني الدولي، فيما أوصى الأمين العام بطرس بطرس غالي بإيفاد بعثة لتقصي الحقائق للتحقيق في التطهير العرقي في جورجيا. وأعيد التأكيد على حق اللاجئين والمشردين في العودة إلى ديارهم.
ورحب المجلس بالمساعدات الإنسانية التي تقدمها الوكالات الإنسانية الدولية، وحث الدول الأعضاء على تقديم العون في هذا الصدد، ودعا إلى وصول العاملين في المجال الإنساني دون عوائق. وفي الوقت نفسه، تم حث الدول الأعضاء على عدم تقديم أي شكل من أشكال المساعدة إلى الجانب الأبخازي، بخلاف المساعدة الإنسانية، ولا سيما منع توريد الأسلحة.
واختتم القرار بالإشادة بجهود الأمين العام ومبعوثه الخاص والرئيس الحالي لمنظمة الأمن والتعاون في أوروبا والحكومة الروسية. ورحب باعتزام الأمين العام تقديم تقرير عن التطورات المتعلقة ببعثة مراقبي الأمم المتحدة في جورجيا وإنهاء النزاع.

## روابط خارجية
- نص القرار في undocs.org